# マリアーン・マスニー
マリアーン・マスニー（Marián Masný、1950年8月13日 - ）は、スロバキア（旧チェコスロバキア）の元サッカー選手、サッカー指導者。ポジションはFW（ウインガー）。

## 経歴
マスニーはスロバキア西部のRybanyで生まれ、地元のサッカークラブでサッカーを始めた。1969年にFKデュクラ・バンスカー・ビストリツァへ入団すると、1971年にŠKスロヴァン・ブラチスラヴァへ移籍。ブラチスラヴァでは選手生活の大半を過ごし、2度のチェコスロバキアリーグ優勝（1974年、1975年）と2度のカップ優勝（1974年、1982年）に貢献した。
1983年にオーストリア・ブンデスリーガのSCイジードル・アム・ゼー1919へ移籍するが膝の負傷もあり、1984年に帰国しブラチスラヴァの小さなクラブ、TJ ZTSペトルジャルカへ移籍し、1985年に現役を引退した。
チェコスロバキア代表としては、1974年9月25日の東ドイツ戦で代表デビューを飾った。UEFA欧州選手権1976では優勝、UEFA欧州選手権1980では3位入賞に貢献。1982年6月24日のFIFAワールドカップ・スペイン大会1次リーグ、イングランド戦を最後に代表から退くまで、国際Aマッチ75試合に出場し18得点を記録した。
引退後は1995年から1998年までオーストリア・ブルゲンラント州のFCメンホフ（FC Monchhof）で監督を務めた 。
彼の兄弟のヴォイチェフ・マスニーも元サッカー選手。息子のマリアーン・マスニー・ジュニアも元サッカー選手で、父親と同じスロヴァン・ブラチスラヴァやアルトメディア・ペトルジャルカなどに在籍した。